# میلیانفان (شهرستان ایسیق‌آتا)
میلیانفان (به قزقیزی: Милянфан، مىلٵنفان، به دونگانی: Милёнчуан، مِ‌لِیَانْ‌چُوًا) یک منطقهٔ مسکونی در قرقیزستان است که در شهرستان ایسیق‌آتا واقع شده‌است. میلیانفان ۴٬۱۶۰ نفر جمعیت دارد و ۶۵۵ متر بالاتر از سطح دریا واقع شده‌است.
اکثریت جمعیت روستا را مردم دونگان تشکیل می دهند.